# Joe Cokanasiga

a Compétitions nationales et continentales officielles uniquement.

b Matchs officiels uniquement.
Dernière mise à jour le 27 décembre 2024.
Joe Cokanasiga, né le 15 novembre 1997 à Suva (Fidji), est un joueur international anglais de rugby à XV jouant au poste d'ailier pour Bath Rugby, après avoir joué pour les London Irish.

## Biographie

### Jeunesse et formation
Joe Cokanasiga est né aux Fidji. Puis, à l'âge de trois ans, il s'installe en Angleterre avec son père, militaire dans l'armée britannique. Il a vécu en Allemagne et au Brunei. C'est lorsque son père a visité ces pays qu'il a appris à jouer au rugby.
Il joue son premier match de rugby avec le Old Merchant Taylors' FC le 15 novembre 2014 contre HAC. Les OMT jouaient alors à Londres 2NW (niveau 7). Joe est devenu le meilleur buteur du club, même s'il n'a joué qu'une partie de la saison. Il a continué à jouer pour OMT et Team Honeybadger 7 tout au long de 2015, avant de rejoindre les London Irish. 
Il cite Jonah Lomu comme son héros, Julian Savea et l'ailier de Bath, Semesa Rokoduguni, comme idole.

### Carrière en club
Joe Cokanasiga rejoint le centre de formation des London Irish en 2015 et joue pour leur équipe en Premiership Rugby Sevens. En octobre 2016, il signe un contrat de deux ans avec le club. Il fait ses débuts en Championship le 30 octobre 2016 contre London Scottish et marque un essai individuel en battant plusieurs défenseurs, démontrant ainsi sa puissance et son allure. 
En 2018, après deux ans passés avec London Irish, il rejoint Bath, à partir de la saison 2018-2019. Il choisit de rejoindre ce club pour progresser et avoir plus de chance de jouer en équipe nationale. 
Durant la saison 2023-2024, il est titulaire lors de la finale de Premiership perdue 25 à 21 contre les Northampton Saints,. 
La saison suivant, en 2024-2025, il marque un essai dans la finale de la Coupe d'Angleterre remportée 48 à 14 face aux Exeter Chiefs. 

### Carrière internationale
Cokanasiga joue pour l'équipe d'Angleterre des moins de 20 ans contre la France dans le Tournoi des Six Nations des moins de 20 ans 2017, à l'occasion duquel il a marqué un essai. Il fait également partie de l'équipe d'Angleterre des moins de 18 ans qui effectue une tournée en Afrique du Sud en 2016.
Cokanasiga est convoqué par Eddie Jones dans l'équipe senior anglaise pour sa tournée estivale 2017 en Argentine. Lorsqu'on lui a demandé pourquoi il avait tiré le joueur d'une obscurité relative, Eddie Jones explique : « Il est gros et il est rapide ».
En novembre 2018, Cokanasiga est sélectionné pour faire ses débuts internationaux contre le Japon. Eddie Jones, expliquant son choix, déclare : « Il a du pouvoir et il a du rythme, il a quelque chose de très spécial chez lui ». Cokanasiga a marqué ses débuts internationaux lors d'une victoire difficile contre le Japon. Il conserve sa place lors du match contre l'Australie, et réalise une bonne performance couronnée d'un essai en seconde période.
En juillet 2019, il est sélectionné en équipe nationale pour préparer la Coupe du monde 2019.
Fin juin 2023, il est sélectionné avec le XV de la Rose par Steve Borthwick dans un groupe de 41 joueurs pour les matchs de préparation à la Coupe du monde 2023,.

## Palmarès

### En club
- London Irish
  - Vainqueur du Championnat d'Angleterre de 2e division en 2017.
- Bath Rugby
  - Finaliste du Championnat d'Angleterre en 2024.
  - Vainqueur de la Coupe d'Angleterre en 2025.
  - Vainqueur de la Challenge Cup en 2025.
  - Vainqueur du Championnat d'Angleterre en 2025.

### En sélection nationale
- Angleterre -20
  - Vainqueur du Tournoi des Six Nations de moins de 20 ans en 2017.
- Angleterre
  - Finaliste de la Coupe du monde en 2019.